# George Stevens
George Cooper Stevens (ur. 18 grudnia 1904 w Oakland, zm. 8 marca 1975 w Lancaster) – amerykański reżyser filmowy, scenarzysta, operator i producent filmowy. Dwukrotny laureat Oscara dla najlepszego reżysera za filmy Miejsce pod słońcem (1951) i Olbrzym (1956).

## Życiorys
George Stevens zaczynał jako operator filmowy. W latach 20. i na początku lat 30. XX wieku był autorem zdjęć do ponad 30 filmów. Jako reżyser zadebiutował w 1930 filmem krótkometrażowym Ladies Last. W kolejnych latach kręcił następne filmy krótkometrażowe, a jego pierwszym filmem pełnometrażowym była komedia The Cohens and Kellis in Trouble (1933). W jego filmie z 1935 – Mam 19 lat wystąpiła Katharine Hepburn, która nalegała, by wytwórnie filmowe zwróciły uwagę na tego reżysera. Za wielkie osiągnięcie sztuki filmowej lat 30. uważany jest Lekkoduch (1936), przedstawiający wydarzenia dziejące się za kulisami musicalu. W jego obsadzie znaleźli się m.in. Fred Astaire oraz Ginger Rogers. Trzy lata później nakręcił film Gunga Din, wysokobudżetową produkcję przygodową.
W czasie II wojny światowej wstąpił do amerykańskiej armii, gdzie służył w United States Army Signal Corps i jako podpułkownik dowodził Special Coverage Unit, który był odpowiedzialny za dokumentację filmową działań aliantów w Europie Zachodniej w kolorze w tym lądowanie w Normandii, wyzwolenie Paryża i zdobycie Berlina. Jego czarno-biały film dokumentalny Nazi Concentration Camps (znany też jako Dokument nr 2430-PS) przedstawiał nazistowskie obozy koncentracyjne na terenie III Rzeszy i kręcony był tuż po ich wyzwoleniu przez wojska amerykańskie oraz brytyjskie w 1945. Film został wykorzystany jako dowód oskarżenia w procesach norymberskich oraz na późniejszym procesie Adolfa Eichmanna.
Ważnym filmem w twórczości Stevensa jest Miejsce pod słońcem (1951), adaptacja Tragedii amerykańskiej Theodore’a Dreisera wydanej w 1925. Realizacja tej naturalistycznej opowieści o walce klas nie była łatwym zadaniem, gdyż reżyser nie chciał, by wątki polityczne zdominowały film, więc uwypuklił wątek tragicznej miłości.
Jeździec znikąd (1953) uchodzi za najbardziej klasyczny western, jaki powstał kiedykolwiek. Mimo pozornej konwencjalności film przedstawia realistyczny wizerunek Zachodu, gdzie nie brak brudu i kurzu, a śmierć jest okrutna i nie ma w sobie nic z patosu. Uważany jest za jeden z najbardziej widowiskowych filmów nakręconych przed epoką szerokiego ekranu i Dolby Stereo.
Nakręcił także Olbrzyma (1956) – był to ostatni film, w którym wystąpił James Dean. Ostatnimi filmami Stevensa były: Pamiętnik Anny Frank (1959), Opowieść wszech czasów (1965) oraz Jedyna gra w mieście (1970).
Zasiadał w jury konkursu głównego na 10. MFF w Cannes (1957).  
Zmarł na zawał serca na swoim ranczo w Kalifornii 8 marca 1975. Został pochowany w Forest Lawn Memorial Park znajdującym się w sąsiedztwie Hollywood Hills w Los Angeles.

## Życie prywatne
Jego pierwszą żoną była aktorka Yvonne Howell (pobrali się w 1930, a w 1947 wzięli rozwód). Jego drugą żoną była Joan McTavish (od 1968 do jego śmierci). Jego syn George Stevens Jr. (ur. 1932) został producentem filmowym oraz dyrektorem American Film Institute (AFI).

## Filmografia

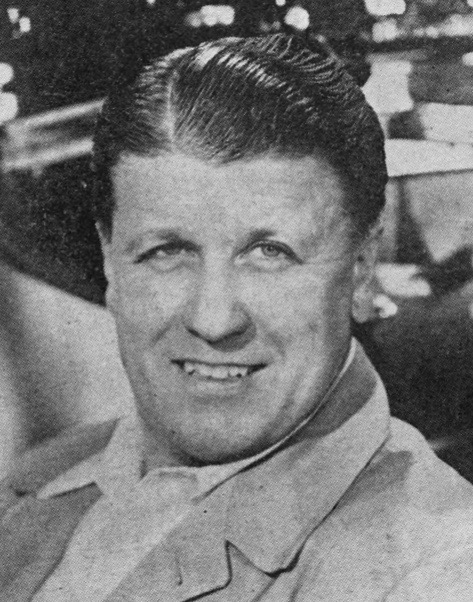
Stevens w 1952

Wybrane filmy pełnometrażowe, których był reżyserem:
- Lekkoduch (1936)
- Dziesięć lat życia (1937)
- Kłopoty małej pani (1937)
- Blond niebezpieczeństwo (1938) (producent)
- Gunga Din (1939) (producent)
- Kobieta roku (1942) (producent)
- Wesoły sublokator (1943) (producent)
- Nazi Concentration Camps (1945) (jako ppłk George C. Stevens)
- Miejsce pod słońcem (1951) (producent)
- Jeździec znikąd (1953) (producent)
- Olbrzym (1956) (producent; wraz z Henrym Ginsbergiem)
- Pamiętnik Anny Frank (1959)
- Opowieść wszech czasów (1965) (producent)
- Jedyna gra w mieście (1970)

## Nagrody i nominacje
W 1938 otrzymał specjalną rekomendację na festiwalu w Wenecji za film Blond niebezpieczeństwo. Jego filmy Miejsce pod słońcem (1951) oraz   Pamiętnik Anny Frank (1959)  otrzymały nominacje do Złotej Palmy na festiwalu w Cannes. Dwukrotnie, w latach 1952 i 1957, nagrodzony został Oscarem dla najlepszego reżysera i otrzymał nominację do Oscara za najlepszy film za Miejsce pod słońcem  i Olbrzyma (1956). W kategorii za najlepszą reżyserię zdobył także trzy nominacje do Nagrody Akademii Filmowej za filmy: Wesoły sublokator (1943), Jeździec znikąd (1953) i Pamiętnik Anny Frank. Trzykrotnie nominowany był do  Złotego Globu dla najlepszego reżysera, za filmy: Miejsce pod słońcem, Olbrzym oraz Pamiętnik Anny Frank.